# Roy Bittan
Roy J. Bittan (nascut el 2 de juliol de 1949) és un teclista nord-americà, conegut sobretot per ser membre de l'E Street Band amb Bruce Springsteen, des del 23 d'agost de 1974. Bittan, de sobrenom El Professor, toca el piano, l'orgue, l'acordió i sintetizadors. Bittan va entrar com a membre de l'E Street Band al Rock and Roll Hall of Fame l'abril de 2014.
A banda de formar part del grup de Springsteen, Bittan ha tocat en diferents àlbums com a músic de sessió, sobretot per a cantautors i artistes de rock i pop, com Jon Bon Jovi, David Bowie, Jackson Browne, Tracy Chapman, Chicago, Catie Curtis, Dire Straits, Bob Dylan, Peter Gabriel, Ian Hunter, Meat Loaf, Stevie Nicks, Bob Seger, Celine Dion, Nelly Furtado, Patty Smyth, Jim Steinman i Bonnie Tyler.

## Vida i carrera
Bittan va néixer a Belle Harbor, Queens, Nova York. Ha estat membre de l'E Street Band acompanyant Bruce Springsteen, i ha tocat a la majoria dels seus àlbums, des de Born to Run (1975). El sobrenom de Professor que Springsteen utilitza quan presenta el grup sembla que és perquè era l'únic membre del grup amb diploma universitari. Bittan va fer les veus d'acompanyament de la majoria de les cançons de Born to Run, juntament amb Steven Van Zandt. També es pot sentir una mica la seva veu a "Out in the Street". Però a partir de la gira de "Born in the U.S.A", ja no va cantar més. Quan Springsteen va decidir de tallar amb l'E Street Band el 1989, Roy Bittan va ser l'únic membre que va conservar, tant a l'estudi com a la gira "Other Band".
Amb l'E Street Band, Bittan utilitza un piano de cua Yamaha, preferint el seu so brillant per destacar sobre el grup, en comparació amb altres models acústics. Ha utilitzat teclats Yamaha, Korg i Kurzweil a les actuacions en directe. Els seus riffs i línies melòdiques han esdevingut característiques del so Springsteen. A en Roy li agrada tocar l'acordió, però ho va utilitzar poc amb l'E Street Band fins que va tocar "American Land" al número final del "Magic Tour" de 2007–2008 i més endavant tocant-lo a "4th of July, Asbury Park (Sandy)" després de la mort del company Danny Federici. Roy Bittan és jueu.